# Ptycholomoides
Ptycholomoides là một chi bướm đêm thuộc tông Archipini.

## Các loài
- Ptycholomoides aeriferana (Herrich-Schffer, 1851)